# Фут, Мэри (писательница)
Мэри Фут (англ. Mary Foote, полное имя Mary Ann Hallock Foote; 1847—1938) — американская писательница и иллюстратор.
Наиболее известна своими иллюстрированными рассказами и романами, описывающими жизнь горняков американского Запада на рубеже XIX−XX веков.

## Биография
Родилась 9 ноября 1847 года в Милтоне, штат Нью-Йорк, в семье английских квакеров.
Посещала женскую коллегиальную семинарию в Покипси, штат Нью-Йорк, затем изучала искусство в Нью-Йорке в Cooper Union. Уже к двадцати годам она зарекомендовала себя как опытная художница-иллюстратор для ряда издателей.
В 1876 году Мэри Хэллок вышла замуж за молодого горного инженера Артура де Винта Фута. Она переехала через весь континент, чтобы жить с ним на шахте в Нью-Алмадене недалеко от Сан-Хосе, Калифорния. Впоследствии она переезжала на новые места жительства, пока Артур продолжал свою инженерную карьеру: в Ледвилл, штат Колорадо; Дедвуд, Южная Дакота; Бойсе, штат Айдахо; затем в ряде городов Мексики и, наконец, в Грасс-Валли, штат Калифорния, где её муж повысился до управления шахтой «Норт Стар» и там вышел на пенсию.
Артур и Мэри Фут были женаты почти шестьдесят лет. В первые годы их брака она родила троих детей: сына Артура Берлинга Фута (1877—1964) и двух дочерей — Бетти (1882—1942) и Агнес (1886—1904).
Умерла 25 июня 1938 года в городе Хингем, округ Плимут, штат Массачусетс. Была похоронена на кладбище Greenwood Memorial Cemetery города Грасс-Валли, штат Калифорния.

## Творчество
Будучи студенткой, Мэри Хэллок подружилась с американской художницей Хеленой Гилдер, и они поддерживали тесную дружбу на протяжении всей своей жизни, вели длительную переписку в письмах. Именно благодаря супругам Гилдерам Мэри Хэллок познакомилась также с кругом коллег-художников, включая Мэри Стоун (Marie Louisa Stone), Мэри Бирни (Mary Birney), Марией Дьюинг и нескольких популярных писателей.
Переехав на Запад США, Мэри Фут увидела, что её вдохновляет страна «настоящего Запада» и разные народы, с которыми она там столкнулась. Вскоре она написала ряд картин и написала рассказы об этом. Также она написала несколько романов и наиболее известна своими рассказами о местах, где изображала суровую, живописную жизнь, которую она испытала и наблюдала на старом Западе, особенно в ранних шахтёрских городках. Сотрудничала с журналом The Century Magazine. Она выставляла свои работы в Женском здании на Всемирной выставке 1893 года в Чикаго. Была одной из самых известных женщин-иллюстраторов США в 1870-х и 1880-х годах, проиллюстрировав рассказы и романы многих писателей, в числе которых были: Натаниэль Хоторн, Генри Уодсворт Лонгфелло, Луиза Мэй Олкотт, Брет Харт и другие.